# Eslohe
Eslohe település Németországban, azon belül Észak-Rajna-Vesztfália tartományban. Lakosainak száma 8953 fő (2023. december 31.). Eslohe Sundern és Finnentrop községekkel határos.

## Népesség
A település népességének változása:
| Lakosok száma | 8258 | 8885 | 8870 | 8841 | 8920 | 8953 |
|               | 1975 | 2017 | 2019 | 2021 | 2022 | 2023 |